# Antidiagonalmatrix
Als Antidiagonalmatrix bezeichnet man im mathematischen Teilgebiet der linearen Algebra eine quadratische Matrix, bei der alle Elemente außerhalb der Gegendiagonale Null sind. Sie ist also von der Form
{\displaystyle A={\begin{pmatrix}0&\cdots &0&q_{n}\\\vdots &\scriptstyle \cdot ^{\,\scriptstyle \cdot ^{\,\scriptstyle \cdot }}&q_{n-1}&0\\0&\scriptstyle \cdot ^{\,\scriptstyle \cdot ^{\,\scriptstyle \cdot }}&\scriptstyle \cdot ^{\,\scriptstyle \cdot ^{\,\scriptstyle \cdot }}&\vdots \\q_{1}&0&\cdots &0\end{pmatrix}}}.

## Formale Definition
Eine {\displaystyle n\times n}-Matrix {\displaystyle A=(a_{ij})_{i,j=1,\ldots ,n}} heißt antidiagonal, wenn für alle {\displaystyle i,j\in \left\{1,\ldots ,n\right\}} mit {\displaystyle i+j\not =n+1} der {\displaystyle (i,j)}-Eintrag Null ist:
{\displaystyle i+j\not =n+1\Rightarrow a_{ij}=0}.

## Beispiel
Ein Beispiel einer Antidiagonalmatrix ist
{\displaystyle {\begin{pmatrix}0&0&0&0&1\\0&0&0&2&0\\0&0&5&0&0\\0&7&0&0&0\\-1&0&0&0&0\end{pmatrix}}}.

## Eigenschaften
Die Determinante von 
{\displaystyle A={\begin{pmatrix}0&\cdots &0&q_{n}\\\vdots &\scriptstyle \cdot ^{\,\scriptstyle \cdot ^{\,\scriptstyle \cdot }}&q_{n-1}&0\\0&\scriptstyle \cdot ^{\,\scriptstyle \cdot ^{\,\scriptstyle \cdot }}&\scriptstyle \cdot ^{\,\scriptstyle \cdot ^{\,\scriptstyle \cdot }}&\vdots \\q_{1}&0&\cdots &0\end{pmatrix}}}
ist 
{\displaystyle \det(A)=(-1)^{n \choose 2}q_{1}q_{2}\ldots q_{n}.}
Falls alle {\displaystyle q_{i}} von Null verschieden sind, dann ist {\displaystyle A} invertierbar und die zu {\displaystyle A} inverse Matrix ist 
{\displaystyle A^{-1}={\begin{pmatrix}0&\cdots &0&{\frac {1}{q_{_{1}}}}\\\vdots &\scriptstyle \cdot ^{\,\scriptstyle \cdot ^{\,\scriptstyle \cdot }}&{\frac {1}{q_{_{2}}}}&0\\0&\scriptstyle \cdot ^{\,\scriptstyle \cdot ^{\,\scriptstyle \cdot }}&\scriptstyle \cdot ^{\,\scriptstyle \cdot ^{\,\scriptstyle \cdot }}&\vdots \\{\frac {1}{q_{n}}}&0&\cdots &0\end{pmatrix}}}-
Das Produkt zweier Antidiagonalmatrizen ist eine Diagonalmatrix. Das Produkt einer Antidiagonalmatrix mit einer Diagonalmatrix (oder umgekehrt) ist eine Antidiagonalmatrix.
Antidiagonalmatrizen sind persymmetrisch.